# Degustação

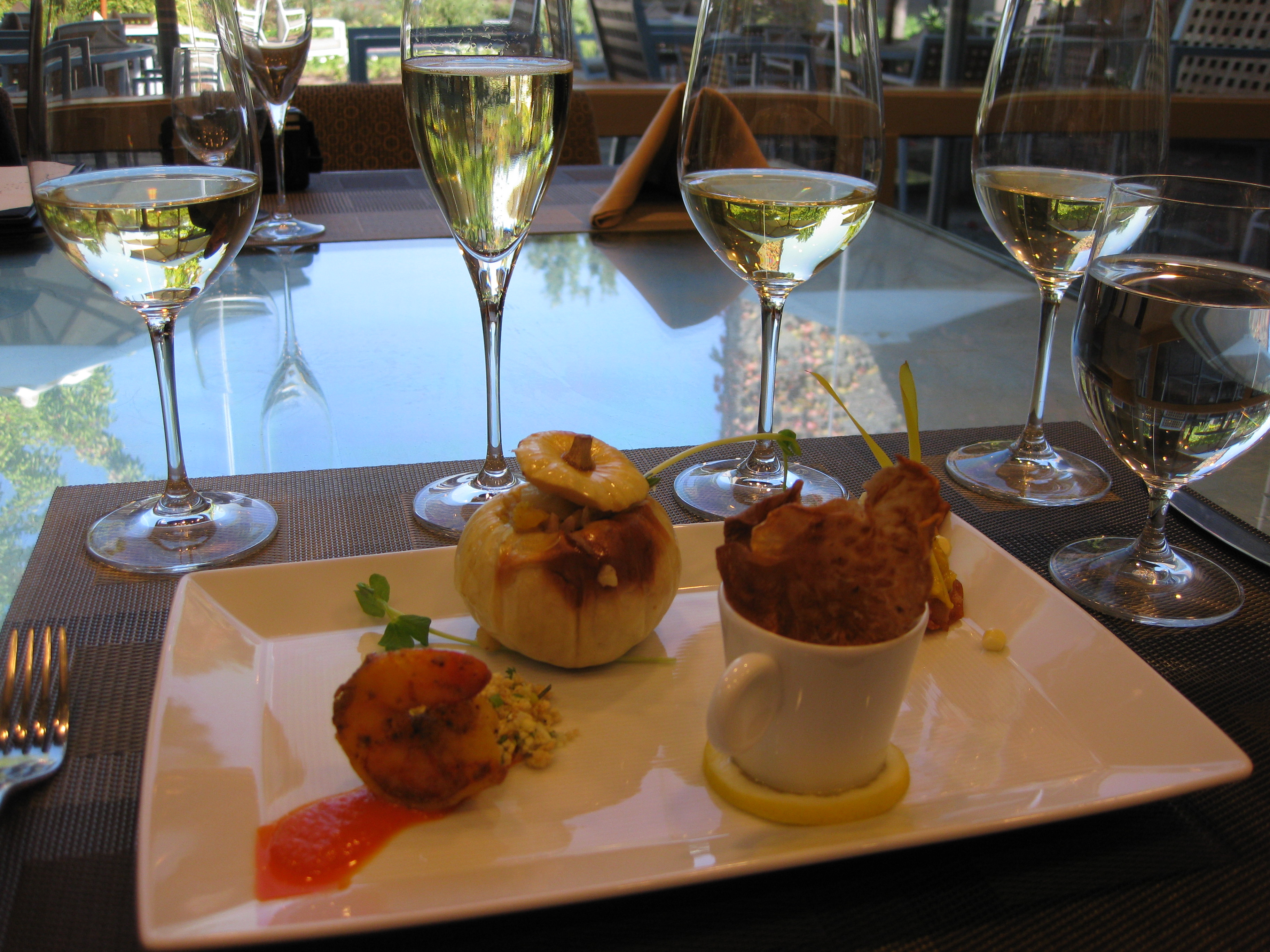
Uma seleção de pratos de degustação e vinhos

Degustação é a experimentação cuidadosa e apreciativa de vários alimentos, com foco no sistema gustativo, nos sentidos, na alta arte culinária e na boa companhia. É mais provável que a degustação envolva provar pequenas porções de todos os pratos exclusivos de um chef de uma só vez. Normalmente composto por vários pratos, pode ser acompanhado por uma degustação de vinhos a condizer que complementa cada prato.

## Exemplos
A degustação de uma seleção de queijos, em casa ou em um restaurante, também pode ser chamada de degustação. Três a quatro variedades são normalmente escolhidas, geralmente incluindo um queijo semi-mole, um queijo de cabra e um queijo azul. As variedades mais fortes são normalmente degustadas por último.
Uma degustação de seis pratos pode incluir dois frutos do mar, carnes vermelhas e sobremesas com vinhos correspondentes, enquanto o mesmo menu poderia ter adicionado um item vegetariano e qualquer outro tipo de prato para expandir o menu para, por exemplo, um menu de degustação de nove pratos.
O popular estilo espanhol de tapas é semelhante ao estilo dégustation, mas não é em si um menu completo que oferece os pratos de assinatura dos chefs, mas oferece uma variedade à escolha do cliente.